# Yedidya Vital
Yedidya Vital (in ebraico ידידיה ויטל‎?; Ramallah, 2 ottobre 1984) è un attore cinematografico israeliano.
È conosciuto per avere interpretato il protagonista delle serie televisive Split e HaShminiya.

## Biografia
Yedidia Vital è nato  in un ospedale di Ramallah, da genitori ebrei-israeliani e cresciuto a Pardes Hanna-Karkur. Successivamente si è trasferito a Tel Aviv per diventare un attore dove ha frequentato il Nissan Acting Studio. Dal 2009 al 2012 ha interpretato uno dei personaggi principali nella serie televisiva israeliana Split. Dal 2005 interpreta il ruolo principale in HaShminiya (in ebraico השמיניה‎?). Oltre a serie televisive e film, è apparso anche in diverse opere teatrali. Nel 2012 ha interpretato un ruolo da protagonista nella commedia teatrale World Cup Whises (in ebraico משאלה אחת ימינה‎?). Nel 2013 ha preso parte alla commedia Un uomo che non ho mai (in ebraico אף פעם לא‎?). Nel 2014 ha recitato nello spettacolo teatrale Tribes (in ebraico שבטים‎?).

## Filmografia

### Cinema
- Lemon Popsicle 9:The Party Goes On (2001)
- Draft (2004) - cortometraggio
- Simanei Derech (2006)
- Adom Adom (2009)
- Daswarilli (2009)
- Mary Lou (2009)
- A moment of Youth (2011)
- Resisei Ahava  (2011)
- Krav Enayim (2012)
- Water (2012)
- Let Me Help You  (2013)

### Televisione
- HaShminiya serie tv (2005-2013)
- Ha-Pijamot serie tv, episodi 1(2006)
- Ha-e serie tv (2007-2008)
- Loving Anna serie tv, episodi 3 (2008)
- Tamid oto chalom serie tv, episodi 1 (2008)
- Split (Hatsuya) - serie TV, 135 episodi (2009-2012)
- Polishuk serie tv (2015)